# Полин пісковий
Поли́н піскови́й (Artemisia arenaria) — трав'яниста рослина родини айстрових, поширена в Україні, південно-західній Росії, західній і середній Азії. Етимологія: лат. arena — «пісок», лат. arius — прикметниковий суфікс для іменників, який вказує на пов'язаність або володіння.

## Опис
Багаторічна рослина 50–150 см заввишки. Кошики сидячі або майже сидячі, в компактному суцвітті. Їх обгортки (сукупність верхніх листків або приквітків біля основи суцвіття) під час цвітіння запушені тонкими хвилястими волосками. Сегменти листя довгасто-лопатчаті, 3–10 мм завдовжки, 1–3 мм завширшки. Опушення листя і стебел розсіяне.

## Поширення
Європа: Україна, пд.-зх. Росія; Азія: Азербайджан, Казахстан, Туркменістан, Узбекистан, Іран.
В Україні зростає на приморських пісках — на узбережжі Чорного й Азовського морів, нечасто. Входить у перелік видів, які перебувають під загрозою зникнення на території Запорізької області.